# Pinanga lacei
Pinanga lacei är en enhjärtbladig växtart som beskrevs av Andrew James Henderson. Pinanga lacei ingår i släktet Pinanga och familjen Arecaceae. Inga underarter finns listade i Catalogue of Life.